# Lutzelfrau
Lutzelfrau est une sorcière du folklore allemand qui volerait la nuit sur son balai, elle offre des cadeaux - en particulier des pommes, des noix et des prunes séchées - aux enfants le jour de la fête de Sainte-Lucie (13 décembre). Les coutumes de Lutzelfrau sont également courantes en Slovénie et en Croatie, où une Dark Luz était comparée à la sainte chrétienne.